# 佐斯国
佐斯国（さしのくに）は、本居宣長が唱えた律令制以前における東海道の地域名。後の令制国では相模国・武蔵国を合わせた範囲に当たる。

## 概要
佐斯国は、本居宣長が記した『古事記伝』（1798年脱稿）の注釈にその名が記されている国名である。『古事記』で弟橘姫が海に身を投じる際の歌「佐泥佐斯（サヌサシ） 相武（さがむ）の小野に 燃ゆる火の 火中（ほなか）に立ちて 問ひし君はも」に現れる相武の枕詞「佐泥佐斯（サヌサシ）」の説明のために想定された。佐泥を修飾とし、佐斯が相武国の旧名だと考えて、佐泥佐斯が相模の枕詞になったとしたのである。
『古事記伝』の説明では、佐斯国は相模・武蔵国に相当する地域であったが、後に佐斯上（サシガミ）と身佐斯（みさし）が転じて（ムサシ）に分割され、転訛して相模国・武蔵国になったとされ、佐斯上には駿河国地域を含んだとする。しかし、「佐斯国」の文字が含まれている史料は発見されておらず、存在したか疑問が残る。

## 原文
『古事記伝』巻二十七

○「佐泥佐斯」は、相模の枕詞とは聞ゆれども、いかなることゝも未考得ず。〈されど試に強ていはゞ、「佐斯」は国名にて、「佐泥」は「真」と云と同く美たる言ならむか。即「真」字を「佐泥」ともよみ、さねかづらなども、「真かづら」と云意の名と聞ゆ。其を「さなかづら」とも云は、「稲」を「伊那」、「金」を「加那」と云格なり。又万葉十四に、萱を「佐禰加夜」ともよめり。されば「佐斯」てふ国をほめて、「佐泥佐斯」とは云ならむ。さて「佐斯」を国名と云は、駿河、相模、武蔵の地を、総て本は「佐斯国」とぞいひけむを二に分て、相模、武蔵とはなれるならむ。駿河は、後に又相模より分れたること、上に云るが如し。かくて、其「相模」と云名は、「佐斯上」の「斯」を省き、「武蔵」は、「身佐斯」の意なるべし。古書どもに「身刺」と多く書り。「身」とは、中に主とある処を云。屋の中に主とある処を身屋と云が如し。後に母屋と云は、「牟夜」を訛れるなり。されば「武蔵」は、佐斯国の内に、主とある真原の地なれば、如此は名けつらむ。「佐」を濁るは連便なり。さて一国を二に分て名る例、或は「前」「後」、或は「上」「下」と云ぞ。なべての例なれども、又丹波を分て、「丹波」、「丹後」と云は、後に対へて、「丹前」とは云ざれば、此佐斯国を分たるも、「佐斯上」に対へて、「佐斯下」とは云ざるも、例あることなり。さて、「佐泥佐斯佐賀牟」とつゞけ云は、「御吉野の吉野」、「佐檜前檜前」など云例の如し。延佳云「『佐』下『斯』上、脱『泥』字乎。下巻軽皇子歌、『佐泥斯泥弖婆』、『万葉集』、『左宿左寐弖許曽。』」と云るはわろし。此は『さね／＼し』と云ては、末句にかなはず。又契沖云、「相模の枕詞なり。未詳。今按に、旧事紀并に此記に武蔵を「胸刺」と書たれば、牟泥佐斯を略て、「牟佐斯」とは云なれば、今は狭胸刺の牟を略て云るにや。武蔵相模はもと一にてあるべければ、かくはつゞけたるにや。相模は武蔵より小ければ、『狭胸刺』と云か。」と云れど、此記には、武蔵は「牟邪志」とこそ書たれ、「胸刺」とは書たることなし。『旧事紀』にも、「牟邪志」と「胸刺」とは別に挙たりいかゞ。又師云、「『佐』は発語。『泥』は『奴』に通ひ、『奴』と『牟』とは又通へば、『牟佐斯』なり。古武蔵と相模と、一国にて分れぬ時には、かくもよむべし。」と云たれるもいかゞ。『牟佐斯』を『泥佐斯』とはいかでか云べき。又或人「相模国は、小き峰の多き国なるに因て、『小峰刺』の意なり。『刺』は『立』なり。」と云るもいかゞ。又己も前に思へるは、「『佐』は例の『真』の意。『泥』は『峰』にて富士山を『真峰』とほめ云。『佐斯』は『立』ならむ。駿河も旧相模なれば、富士山を以て枕詞とせるなるべし」と思ひしもわろし。〉